# Extension du modèle standard des particules
Ne doit pas être confondu avec Physique au-delà du modèle standard.
L’extension du modèle standard des particules (en anglais, Standard-Model Extension : SME) est une théorie effective qui s'applique à la fois au modèle standard de la physique des particules, à la relativité générale et à tous les opérateurs qui brisent la symétrie de Lorentz,,,,,,,.
Les violations de cette symétrie fondamentale peuvent être étudiées dans ce cadre (par exemple, une violation CPT implique une brisure de la symétrie de Lorentz).
Le SME comprend des opérateurs qui à la fois brisent et préservent la symétrie CPT,,.